# CBS Justice
CBS Justice – kanał filmowy, należący do brytyjskiej spółki AMC Networks International i CBS. Prezentuje filmy i seriale sensacyjne, thrillery oraz science fiction. Na antenie stacji prezentowane są także filmy przygodowe i westerny.
CBS Justice rozpoczął nadawanie w Wielkiej Brytanii jako CBS Action zastępując stację Zone Thriller. Natomiast na innych rynkach europejskich kanał wystartował 3 grudnia 2012.

## Emisja w Polsce
CBS Justice (dawniej CBS Action) rozpoczął nadawanie w języku polskim 3 grudnia 2012, zastępując w sieciach kablowych i u operatorów telekomunikacyjnych, kanał Zone Romantica. Natomiast na platformach cyfrowych Cyfra+ i Cyfrowy Polsat rozpoczął nadawanie jako odrębny kanał.